# Steve Jolliffe
Steve Jolliffe (28 april 1949) is een Brits multi-instrumentalist.
Tijdens zijn jeugd wilde hij niet deugen, hij moest naar school, maar wilde meer knutselen en fröbelen. Dat leverde geschillen op met zijn ouders. Jolliffe was zo bezig dat ook een school gespecialiseerd in kunst voor hem niet geschikt was. Toch bracht die school rust in zijn hoofd, maar leren deed hij er niet veel. Het alternatieve circuit kreeg grip op hem (eind jaren 60). Langzamerhand begon muziek een grotere rol in zijn leven te spelen, naast schilderen. Hij begon achter de piano, maar ook een saxofoon wilde hij wel proberen. Hij ging voorspelen en zonder het te weten belandde hij in een band uit Genève. Hij nam afscheid van zijn vriendin en ging de muziekwereld in. De band heette The Joint, een band die later de basis zou vormen van Supertramp. Het was eerst een armetierig gezelschap, maar hun werd gevraagd muziek te spelen voor de film The Happening. Nadat de klus geklaard was vroeg Jolliffe aan de componist of die wist hoe hij het best zijn loopbaan in de muziek kon voortzetten. De componist raadde hem aan naar Berlijn te gaan.
Jolliffe ging verder piano studeren in Berlijn en kwam zodoende in aanraking met het alternatieve circuit daar. Een beetje schilderen en musiceren bracht hem uiteindelijk in contact met Edgar Froese die net The Ones had ontbonden. Froese wilde een nieuwe band en die kwam er ook. Froese (toen gitarist) en Jolliffe (dwarsfluit en saxofoon) trokken Klaus Schulze als drummer aan en de basis van Tangerine Dream was gelegd. De muziek, grotendeels gebaseerd op improvisatie trok hem wel, maar uiteindelijk voelde Jolliffe zich niet thuis in Duitsland. Hij vertrok voordat het eerste album van Tangerine Dream Electronic meditation werd opgenomen. Conrad Schnitzler nam zijn plaats in. Eenmaal terug in Londen werd er contact opgenomen door Steamhammer. Die band wilde op tournee en Jolliffe zag daar wel wat in. Voor die toer moest hij echter terug naar Duitsland. Die toer viel behoorlijk tegen en Jolliffe trok zich terug uit de muziekwereld en wilde in een winkel gaan werken. Na drie dagen stond hij weer op straat niet wetend wat te doen. Hij vertrok naar Schotland en toen naar Griekenland. Hij bevond zich in stille periode toen hij plots gebeld werd door Froese. Tangerine Dream kwam na het vertrek van Peter Baumann manschappen tekort en Froese herinnerde zich Jolliffes kwaliteiten. Jolliffe ging meespelen op Cyclone (1978), het bleek een van de weinige albums van die band waarop gezongen werd. De verschillen waren echter te groot en na de bijbehorende tournee stapte hij uit Tangerine Dream. Het zou daarbij tot een handgemeen gekomen zijn tussen Jolliffe en Froese. Zijn opvolger dit keer was Johannes Schmoelling. Om de tijd te doden ging hij werken in een condoomfabriek, maar ook daar hield hij het niet lang uit. Hij ontsnapte aan het drukke leven van de grote stad en vertrok naar Bruton in Somerset. Hij begon daar aan een solocarrière als musicus, die nooit echt van de grond kwam, maar wel een haast continue stroom aan albums opleverde. Hij schreef muziek voor Drakes venture, een film van een vriend. Bruton was te rustig en Jolliffe verhuisde naar Glastonbury. Ook daar kon hij niet wennen en vertrok na een korte periode in Wye-Valley te hebben gewoond naar de Verenigde Staten. Na nog meer omzwervingen kwam hij in Cornwall terecht. Pech, een overstroming was de reden om daar in 2006 te vertrekken.
Grote verkopen hadden zijn soloalbums niet. Zijn belangrijkste bijdragen waren die aan albums van Tangerine Dream en Eat Static een afgeleide van Ozric Tentacles. In 2012 verscheen een groot deel van zijn solowerk op cd-r.

## Discografie
- 1969: Steamhammer: MKII
- 1978: Tangerine Dream: Cyclone
- 1980: solo: Drakes venture
- 1981: solo: Earth
- 1982: solo: Journeys out of the body
- 1983: solo: Japanese butterfly (later Broken wings getiteld)
- 1984: solo: Beyond the dream
- 1985: solo: Voices
- 1986: solo: New age emotions
- 1986: Richard Wahnfried: Miditation (Wahnfried = Klaus Schulze)
- 1987: solo: The minotaur
- 1988: solo: Doorways to the soul
- 1988: solo: The Japanese way (heruitgave)
- 1989: solo: The art of minimalism
- 1990: solo: Ethereal
- 1991: Chuck Greenberg: From a blue planet
- 1991: solo: Escape
- 1992: solo: Warrior
- 1993: solo: Maya
- 1994: solo: Alien
- 1995: solo: Zanzi
- 1996: solo: Temmenu
- 1997: Eat Static: Science of the Gods
- 1997: solo: Omni
- 1999: solo: Deep down far
- 2000: Nigel Mazlyn Jones : Behind the Stone
- 2002: solo: Space
- 2000: Eat Static: Crash and burn
- 2003: Hi-Fi Compagnons: Swingers in paradise (Merv Pepler uit Eat Static en Ed Wynne uit Ozrics)
- 2003: solo: The Bruton Suite
- 2004: Flexitones: Joyrider (opnieuw afgeleide van Eat Static/Ozric Tentacles)
- 2004: K17
- 2005: Ricochet Gathering (liveopnamen)
- 2006: solo: Poland
- 2006: Suneaters : Cosmic insight, baby
- 2007: Nigel Mazlyn Jones: Planet for sale
- 2007: solo: Vision Earth
- 2008: solo: Hadron
- 2009: solo; USA
- 2010: solo: Heart and soul
- 2010: solo: Amuletum
- 2010: solo: Music for film and tv
- 2011: solo: Purple dream
- 2012: solo: Time machine
- 2013: solo: Florida 92 (instructiefilm en -cd in 13 delen voor componeren vanachter één toetsenbord opgenomen in Cocoa Beach Florida))
- 2013: solo: Eye
- 2013: solo: Soundart
- 2015: solo: Magical, in memory of Edgar Froese
- 2016: solo: Cyclone spheres
- 2017: solo: Dream